# Nouvelliste vaudois (1824-1914)
Cet article concerne le journal publié entre 1824 et 1914. Pour le journal publié entre 1800 et 1804, voir Nouvelliste vaudois (1800-1804).
Le Nouvelliste vaudois est un journal suisse fondé en mars 1824 par le libraire (et futur conseiller d'État) lausannois Henri Fischer.
Reprenant le titre d'un journal disparu en 1804, le Nouvelliste vaudois parut d'abord deux fois par semaine, puis trois fois, avant d'être publié quotidiennement de 1856 à 1914, année de sa disparition. Les premières années, il combattit le régime politique imposé au canton en 1815 et prit le parti des libertés publiques et d'une constitution fédérale. Par la suite, il devint l'organe du parti radical et, dès 1891, du parti libéral.
En 1846, en raison de difficultés financières, il introduisit les annonces payantes.
Il disparut en 1914.

## Quelques directeurs du journal
- Henri Fischer : de 1824 à 1830 et de 1833 à 1835 ;
- Charles Monnard : de 1830 à 1833 ;
- Daniel-Henri Druey : de 1836 à ? ;
- Louis-Henri Delarageaz.